# مستشفى القديس فنسنت الخيري
مستشفى القديس فنسنت الخيري أو بالترجمة الحرفية: مركز القديس/سانت فنسنت الطبي الخيري (بالإنجليزية:
St. Vincent Charity Medical Center) هو منشأة طبية في مدينة كليفلاند، أوهايو. تأسست في عام 1865 تحت رعاية أبرشية الروم الكاثوليك في كليفلاند. وقد أديرت في معظم تاريخها من قبل مجموعة راهبات محبة القديس أوغسطين.

## التاريخ
في عام 1851، أحضر أول أسقف للروم الكاثوليك في كليفلاند، لويس أماديوس رابي (بالإنجليزية: Louis Amadeus Rappe)، من بلده الأم فرنسا مجموعة صغيرة من الكاهنات من دير قسيسات اغسطينوس المنتظمات  (بالإنجليزية:  Augustinian canonesses regular) من اجل التفرغ لتمريض ورعاية المرضى من الأبرشية. وبحلول شهر آب / أغسطس من العام التالي، كانوا قادرين على فتح مستشفى سانت (القديس) جوزيف وكان المستشفى الأول في المدينة. عندما عادت  كبار الكاهنات/ القسيسات إلى فرنسا في الشهر التالي، قام الأسقف رابي Rappe بإنشاء مجموعة دينية جديدة باسم راهبات محبة القديس أوغسطين من خلال اثنتين من الشابات من المجموعة التي اختارت أن تبقى، تحت قيادة امرأة أمريكية وهي الأم أورسولا بيزونيت (بالإنجليزية: Ursula Bissonette). استمرت الراهبات  في تشغيل المستشفى حتى عام 1856 عندما أغلقت بغرض التركيز على العمل في مجال رعاية الأيتام.
لعدم وجود مستشفى وجدت مدينة كليفلاند نفسها في وضع سيء في التعامل مع المرض ومع الأعداد الكبيرة من حوادث الزوارق النهرية الناتجة عن مكانتها كمركز في الغرب الأمريكي. وشكل اندلاع الحرب الأهلية الأمريكية معضلة إضافية تتمثل في علاج الجنود المصابين العائدين من المعركة، والمحتاجين إلى عناية طبية فورية ورعاية تمريضية طويلة الأمد. وبعد مناقشة بين الأسقف رابي Rappe والأم بيزونيت Bissonette ، جنبا إلى جنب مع جراح الجيش المتقاعد غوستاف أي. ويبر (بالإنجليزية: Gustave E. Weber)  اجمعوا أن هذا الوقت المناسب لفتح مستشفى آخر.تقدم الأسقف بطلب لمجلس المدينة في أيار / مايو 1863، مقترحا بناء مستشفى لرعاية العائدين من الحرب وأن تكون راهبات المحبة الموظفات العاملات فيه. ولكن بعد معارضة الاقتراح من قبل الصحافة التي كانت تحث على مؤسسة صحية غير طائفية، تم رفض الطلب من قبل المجلس ذي الأغلبية البروتستانتية.
عاد الأسقف رابي Rappe بطلب ثاني لبناء المستشفى وتوفير الأخوات المتدينات (بالإنجليزية:Religious Sisters) كموظفات فيه، على شرط أن تقوم المدينة بتوفبر الدعم المالي الكافي. وهذا الطلب تم قبوله. وتولى الأسقف مهمة بناء المستشفى.
الأرض التي بني عليها المستشفى تم شراؤها بتكلفة قدرها 10,000 دولار،  والمستشفى تم بناؤه بتكلفة $72,000 دولار،  42,000 دولار جاءت من الأموال العامة. وتم افتتاح  مستشفى سانت فنسنت الخيري 10 أكتوبر من العام 1865.

## النمو
تحت اشراف ويبر Weber والذي أصبح أول رئيس للعاملين في المستشفى، فإنه سرعان ما فتح كلية طبية، والتي أصبحت بدورها عضوا مؤسسا  في كلية الطب في جامعة كيس ويسترن ريزيرف في عام 1881. وتم افتتاح كلية التمريض في عام 1898 لمساعدة الموظفين في المستشفى، بالإضافة إلى أن اثنتين من راهبات المحبة أصبحتا من بين أوائل النساء في أوهايو الحاصلات على شهادة معتمدة من قبل المجلس الصيدلي في الدولة.
في عام 2010 تم تغيير اسم المستشفى إلى الاسم الحالي.